# Perzsa Szovjet Szocialista Köztársaság

Gilán zászlaja, rajta a perzsa mitikus hős, Káve, a kovács nevével

A Perzsa Szovjet Szocialista Köztársaság (Giláni Tanácsköztársaság) rövid életű kommunista állam volt Irán északnyugati részén 1920 júniusa és 1921 októbere között.

## Története
Az Irán Gilán tartományában 1915-ben Mirza Kúcsak Hán vezetése alatt létrejött Djangali Mozgalom 1918-ban szerződést kötött az Egyesült Királysággal, mely elismerte Mirza Kúcsak Hán uralmát a tartományban. 1919-ben a perzsa kormány orosz zsoldosok segítségével megdöntötte Kúcsak Hán hatalmát.
1920-ban a szovjet kormány segítséget nyújtott a Djangali Mozgalom megmaradt tagjainak, így 1920. június 5-én Mirza Kúcsak Hán kikiáltotta a Perzsa Szovjet Szocialista Köztársaságot, más néven a Giláni Tanácsköztársaságot.
Az 1921. február 26-i szovjet–iráni egyezmény értelmében a szovjet csapatok szeptember 8-án elhagyták Iránt, aminek következtében 1921 októberében a központi kormány helyreállította hatalmát a tartományban. Mirza Kúcsak Hánt elítélték és kivégezték, sahellenessége miatt az 1979-es iráni forradalom óta nemzeti hősként tisztelik.